# 콩스빙에르

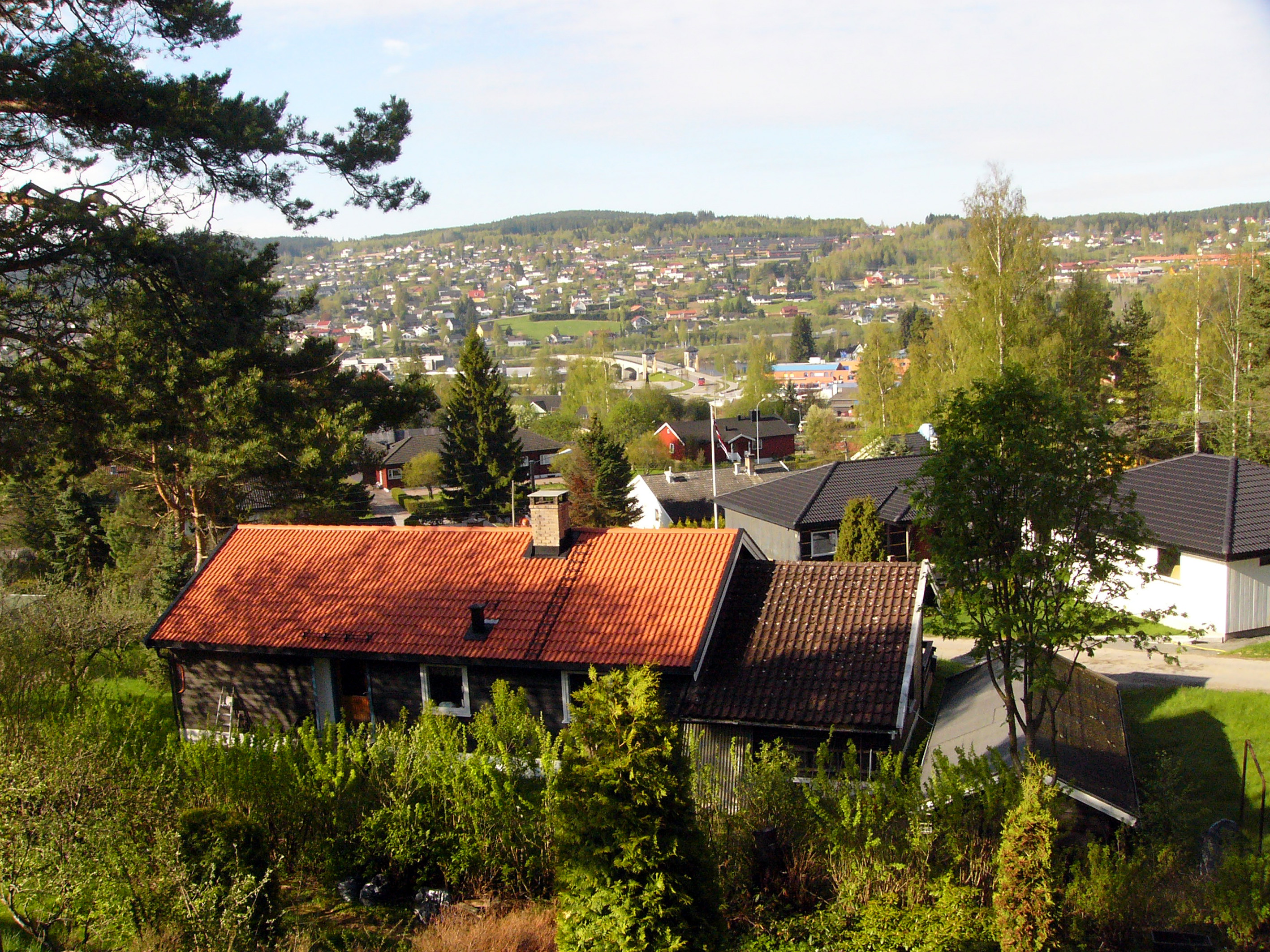
콩스빙에르

헤드마르크주에 표시된 콩스빙에르의 위치

콩스빙에르(노르웨이어: Kongsvinger)는 노르웨이 헤드마르크주에 위치한 도시로, 면적은 1,036 km2, 인구는 17,380명(2004년 기준), 인구 밀도는 18명/km2이며 글롬마강과 접한다.

시 문장